# ایونا کیک‌بوش
ایونا کیک‌بوش، (به انگلیسی: Ilona Kickbusch)؛ (زاده ۲۷ اوت ۱۹۴۸ در مونیخ آلمان) در سراسر جهان برای مشارکت در ارتقاء سلامت و بهداشت جهانی به رسمیت شناخته شده‌است. او در حال حاضر استاد مدعو در مؤسسه مطالعات عالی توسعه‌ای و بین‌المللی ژنو است.

## مرور حرفه‌ای
ایونا کیک بووش فارغ‌التحصیل دکترا از دانشگاه کنستانس آلمان در رشته علوم سیاسی (۱۹۸۱) است. او در اولین مطالعات دانشگاهی در رابطه با مراقبت‌های سلامت مراجع محور، خودیاری و جنبش سلامت زنان در آلمان مشارکت داشته‌است. پس از پیوستن به سازمان جهانی بهداشت (۱۹۸۱–۱۹۹۸) او به رهبری برنامه جهانی ارتقاء سلامت در جایگاه ارشد در حوزه منطقه ای و جهانی در سطح سازمان منصوب شد. او سپس در دانشگاه ییل (۱۹۹۸–۲۰۰۴) به عنوان مسئول برنامه جدید جهانی سلامت در دانشکده بهداشت عمومی دانشگاه ییل پیوست. در بازگشت به اروپا به عنوان مسئول ارشد فروم جهانی جمعیت و پیری St Gallen (سال ۲۰۰۵)، مدیر برنامه جهانی سلامت (۲۰۰۸) در مؤسسه مطالعات عالی توسعه‌ای و بین‌المللی ژنو و مسئول جهانی بهداشت اروپا (۲۰۰۹) انتخاب شد. در سوئیس او در هیئت مدیره اجرایی بنیاد Careum خدمت کرد (۲۰۰۹). او به‌طور منظم در چند موسسات دانشگاهی از جمله دانشگاه سنت گالن در کشور سوئیس آموزش می‌دهد.

## نوآوری‌های سیاسی و پژوهشی
Ilona Kickbusch به سازمان‌های دولتی و بخش خصوصی در سیاست‌ها و راهبردهای ارتقاء سلامت در کشورهای اروپایی و در سطح بین‌المللی مشورت می‌دهد. او به‌طور گسترده‌ای منتشر کرده‌است و عضو چندین انجمن مشاوره در هر دو علم سلامت و عرصه سیاست است. او جوایز بسیاری دریافت کرده، در حالی که در سراسر زندگی حرفه‌ای خود به نوآوری در سلامت و درمان پرداخته‌است. او یک رهبر بهداشت عمومی واقعی با تعهدی عمیق به مسئولیت جهانی، توانمند سازی مردم و سلامت در همه سیاست است.

### ارتقاء سلامت - سلامت جامعه
او تا به حال به عنوان یک همکار حرفه‌ای در سازمان جهانی بهداشت در هر دو سطح منطقه ای و در جهانی بوده‌است. او مسئول منشور اتاوا برای ارتقاء سلامت در سال ۱۹۸۶یک سند اولیه در بهداشت عمومی و نیز پس از آن در کنفرانس جهانی ارتقاء سلامت بوده‌است. او همچنین درگیر در تدوین منشور بانکوک در ارتقاء سلامت در یک دنیای جهانی در سال ۲۰۰۵و گروه مشورتی برای همایش جهانی عوامل اجتماعی مؤثر بر سلامت ۲۰۱۱ بوده‌است. او مؤسس و سردبیر مجله بین‌المللی ارتقاء سلامت (Oxford University Press) و به عنوان رئیس هیئت تحریریه بوده‌است. او همواره فعال در هر دو زمینه توسعه و پیاده‌سازی راهبردها (برای مثال پیش‌نویس قانون ارتقاء سلامت و پیشگیری از بیماری‌های از سوئیس) و تقویت مبانی ارتقاء سلامت بوده‌است. در مورد دومی او به توسعه مفهوم "سلامت جامعه" و بررسی ارتباط بین سلامت و مدرنیته و ابتکاری برای حکومت به بهداشت و درمان در کشور و سطح جهانی کمک کرده‌است. او به تازگی نویسنده راهنمای مقالات 'چالش اعتیاد' و 'سیستم غذایی: یک منشور از حال و چالش‌های آینده برای ارتقاء سلامت و توسعه پایدار؛' و 'آموزش برای بهزیستی" بوده‌است.

### سلامت در همه سیاست - دولت برای سلامت - نوآوری‌های سیاسی برای سلامت
در سال ۲۰۰۷ او به مسئول برنامه Adelaide Thinker in Residence برای موضوع 'جوامع سالم در دعوت از نخست‌وزیر جنوب استرالیا منصوب شد.

## منایع
1. ↑  «Professor Ilona Kickbusch». web.archive.org. ۲۰۱۲-۰۲-۰۳. بایگانی‌شده از اصلی در ۳ فوریه ۲۰۱۲. دریافت‌شده در ۲۰۲۳-۰۷-۱۳.